# Temple romà

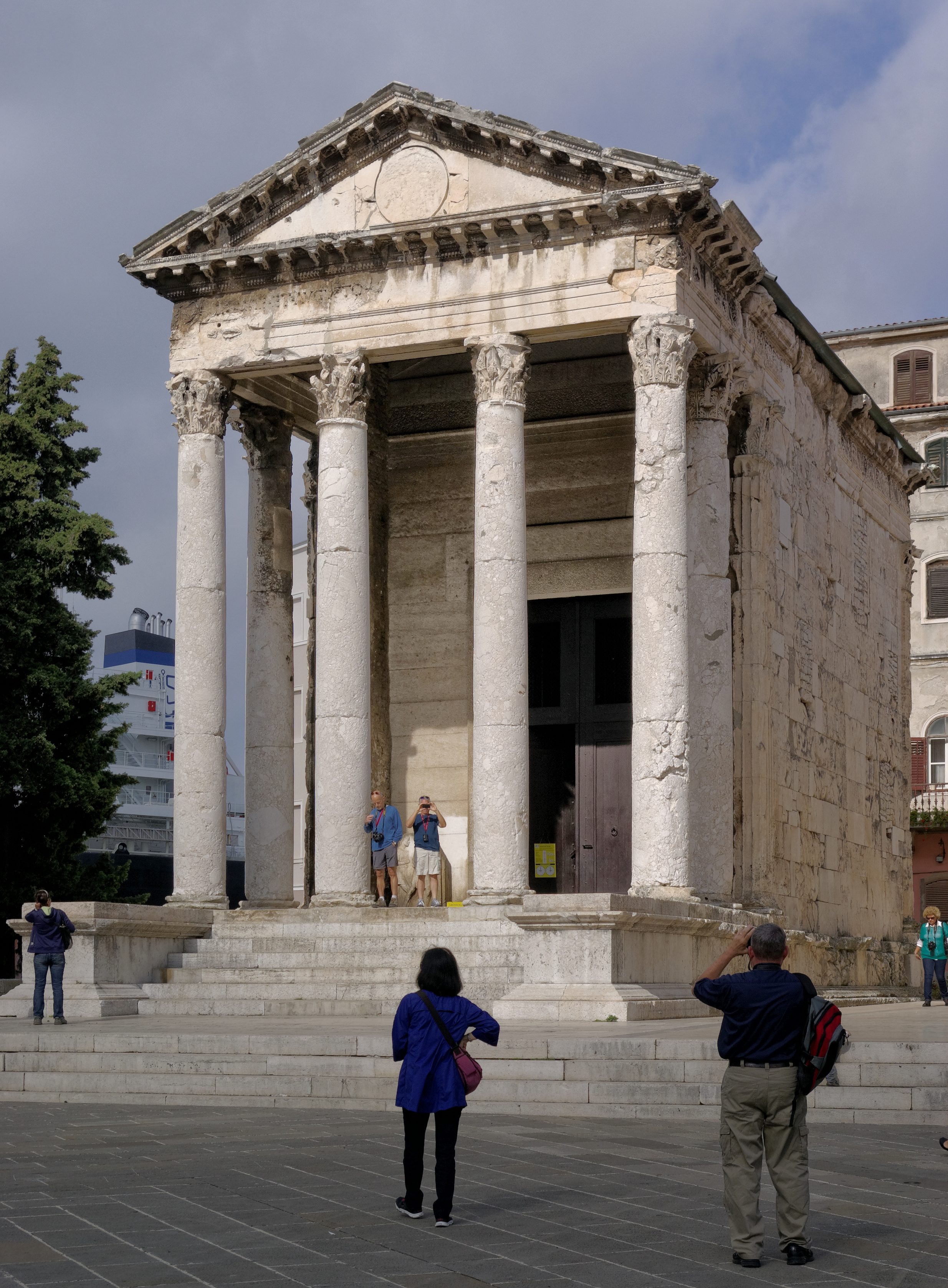
Temple romà d'August a Pula, Croàcia

El temple romà era l'edifici consagrat al culte típic de la religió romana, i d'altres eren, per exemple, els altars i els lararium (petits altars dedicats als lars). Temple deriva del vocable llatí templum, que no sols indica l'edifici en si, sinó el lloc consagrat, orientat segons els punts cardinals, seguint el ritual de la inauguració o inauguratio, orientació que correspon a l'espai sagrat del cel.

## Arquitectura
L'arquitectura romana utilitza els ordres clàssics dels grecs: el dòric, el jònic i el corinti, però en molts casos aquests deixen de ser elements estructurals i passen a ser elements simplement decoratius. Un canvi important respecte als estils grecs va ser la distància entre columnes, que augmentava gràcies a la millora en les tècniques de construcció de voltes. Els romans evolucionen les tècniques de construcció: descobreixen un mineral que, convertit en pols i barrejat amb calç, produeix un material amb característiques semblants a les de l'actual ciment. Aquest ciment serà molt útil per a la construcció de murs i, sobretot, per a la construcció de voltes de canó i voltes d'aresta.
Si el temple grec, generalment, semblava el mateix vist pels seu quatre costats, no succeïa el mateix amb un temple romà. La parontal era accentuada per l'escalinata i l'elevat pòrtic es veia diferent dels laterals que tenien poca importància i de la part posterior, que era insignificant. De vegades, el temple s'adossava per la part posterior en comptes de fer-se com un edifici a part. Els romans van perfeccionar l'aspecte dels temples seguint les directrius i estils grecs, però sense trair els seus tractaments tradicionals. L'element dels temples grecs que més sorprenia els romans era el peristil exterior, de manera que el van intentar reproduir prolongant la columnata del pòrtic i adossant les columnes a les parets laterals, de manera que el temple sembla estar envoltat d'un peristil.
El temple romà és hexàstil, de planta rectangular. La millor perspectiva n'és la frontal i l'escala frontal d'accés aconsegueix conferir-li majestuositat, conjuntament amb l'alta façana, que domina amb la seva presència l'espai que té al davant. La pedra era el material més utilitzat, encara que hi ha exemples de temples construïts amb maons, que revestien de plaques de marbre.
A l'antiga Roma, el temple principal de la ciutat solia estar dedicat a la tríada capitolina (Júpiter-Juno-Minerva), igual que el Capitoli de Roma. Era l'edifici més destacat del fòrum, tant per la seva posició central com per la seva situació elevada. Al mateix fòrum, com també en altres llocs de la ciutat, hi solia haver altres temples consagrats a diverses divinitats. L'arquitectura del temple romà es forma sota la doble influència etrusca i grega i, per tant, els primers temples romans van ser construïts seguint el model etrusc, elevats sobre un pòdium al qual s'accedeix per una escala frontal, que condueix a un porxo sostingut per columnes. El porxo arrecera l'entrada a l'interior (cella), on solia haver-hi una imatge del déu, encara que més tard aquesta estructura va ser lleugerament modificada per la influència grega. La diferència bàsica entre el temple romà i el grec era que el porxo sostingut per columnes envoltava el temple grec completament i no solament per la façana de davant. Així és que els constructors romans van intentar acostar-se al model grec, bé allargant la columnata pels dos costats del temple o bé completant-la tot al voltant de l'edifici, però amb mitges columnes adossades a les parets, com es veu a la Maison Carré de Nimes.
El temple era considerat tant en la religió grega com en la romana la residència del déu i la funció no era que els ciutadans hi entressin a pregar; les oracions i els sacrificis es feien fora, raó per la qual l'altar era normalment davant l'edifici i aquest –en no haver d'acollir massa gent- podia tenir unes estances interiors més petites que en el cas cristià o islàmic.
No és un edifici per a la celebració litúrgica, sinó que serveix per a albergar la figura de la divinitat.

## Diferències entre els temples grecs i romans

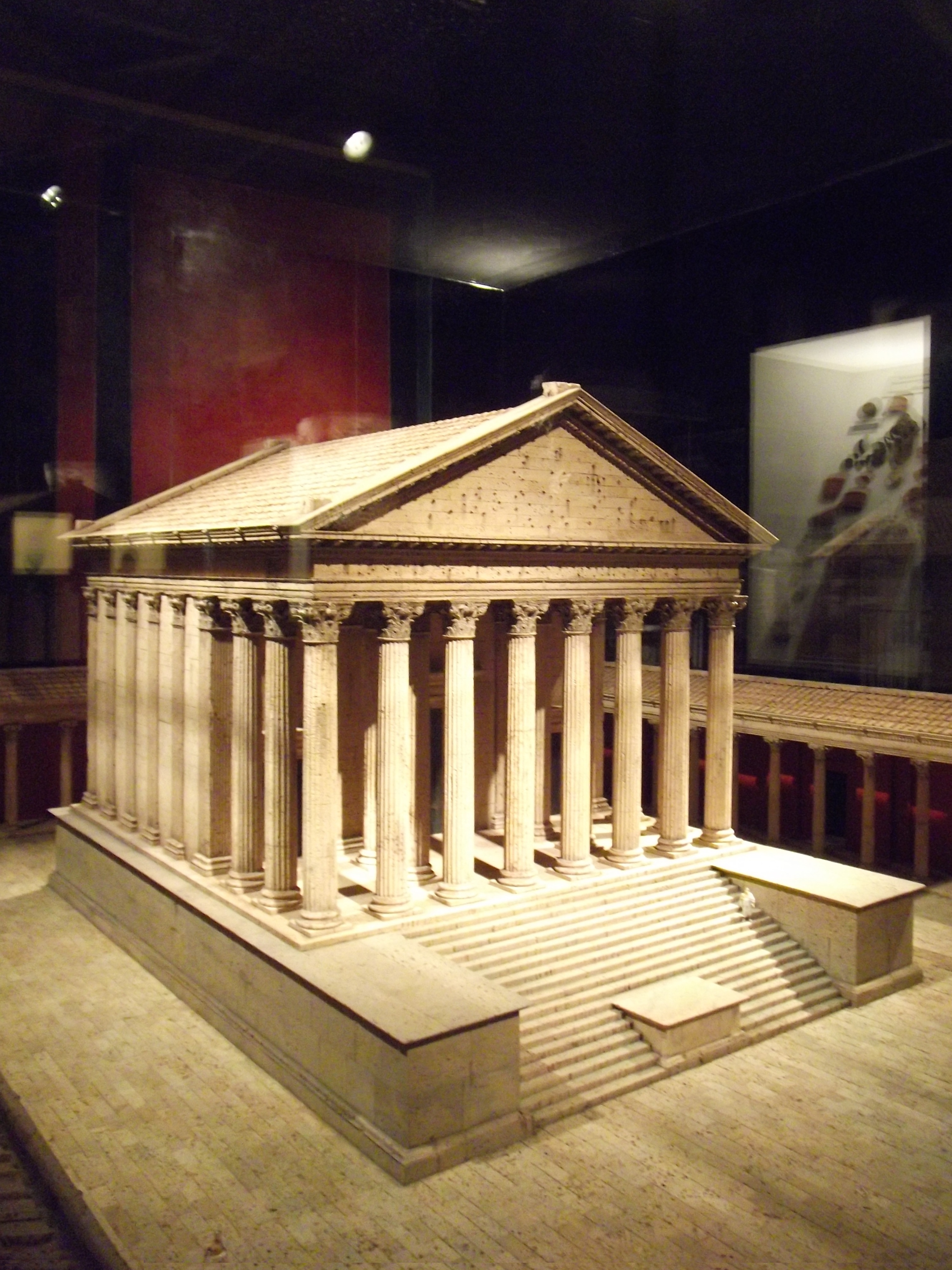
Maqueta del temple de la Colonia Claudia Ara Agrippinensium (Colònia, Alemanya) dedicat a la tríada, s. I

Principals diferències entre el temple grec i romà:
- No s'assenta sobre estereòbata ni estilòbata continu, sinó que s'eleva sobre un podi (pòdium), cosa que li dona més verticalitat.
- Dona preeminència a l'entrada.
- El peristil pot ser de dues formes:
  - Columnes adossades al mur de la cel·la.
  - Columnes exemptes solament als costats laterals, no té columnes a la part posterior.
- Només té pòrtic i naos. Hi poden haver tres cel·les en una, si el temple està dedicat a la tríada capitolina (Júpiter/Zeus, Juno/Hera i Minerva/Atena).
- Continua utilitzant els tres ordres clàssics. Més el toscà, un dòric amb base i sense estries, i el compost, un corinti amb volutes.

## Temples de planta circular
Vitruvi dedica un capítol del llibre quart del seu tractat De Architectura als temples de planta circular. Segons Vitruvi, se'n poden diferenciar dues tipologiesː els que no tenen cel·la (monòpters) i els que en tenen (perípters).
Vitruvi esmenta diversos exemples de temples de planta circular. Entre els exemples que han sobreviscut, sobresurten el temple d'Hèrcules i el temple de Vesta, ambdós a Romaː el temple de Vesta a Tívoli i el temple de Venus a Baalbek.
Aquesta tipologia culmina amb el Panteó de Roma, edifici que per la seva excepcionalitat ha tingut una influència extraordinària en tota la història de l'arquitectura.

## Els altres temples
Els romans tenien altres tipus de construcció amb el mateix ús que els temples, que de vegades es tradueixen amb la paraula temple i de vegades amb la paraula santuari, i són les formes més antigues, per tant no se'n conserven gaires exemples.

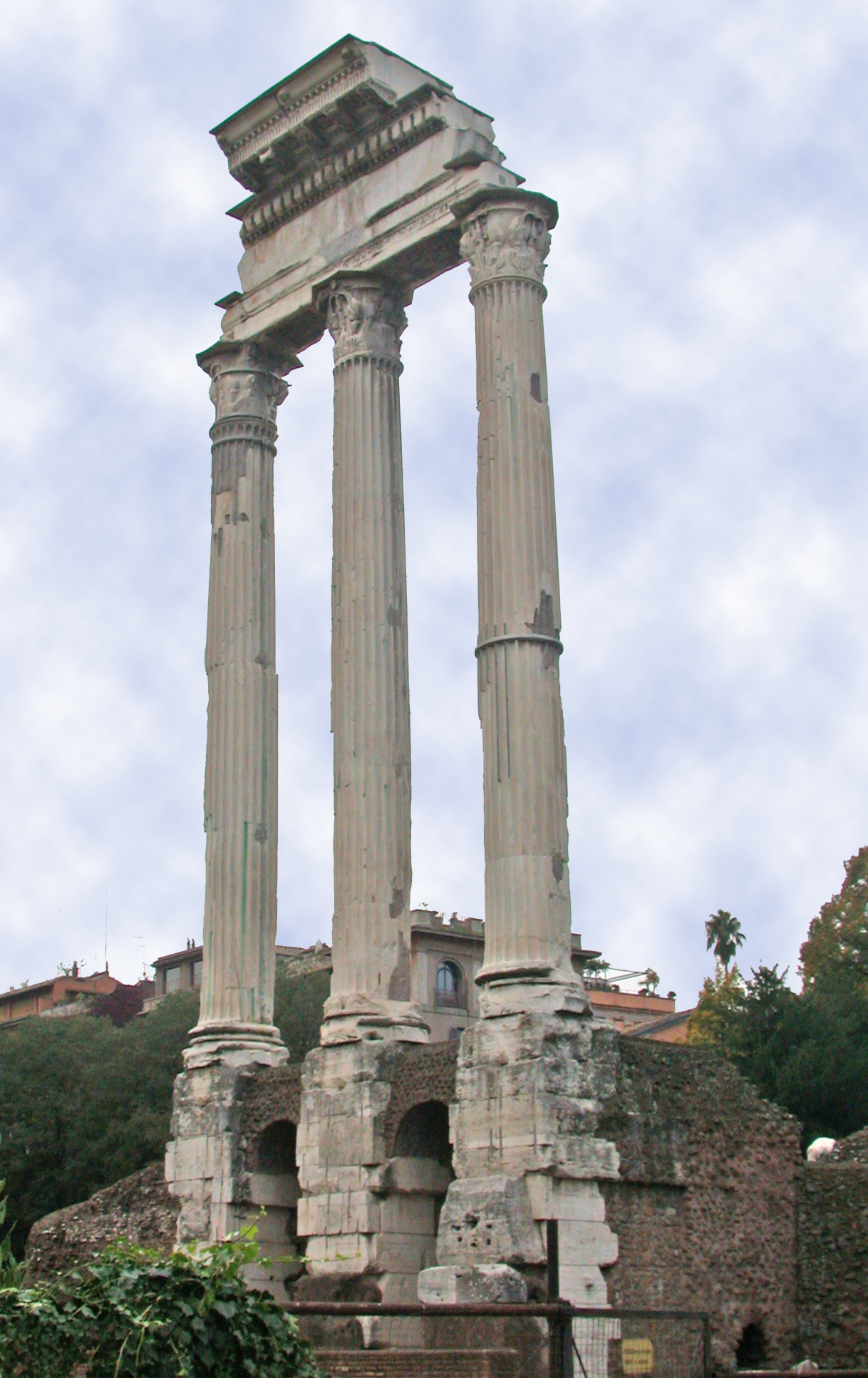
Restes del temple dels Dioscurs, nom oficial: aedes Castoris

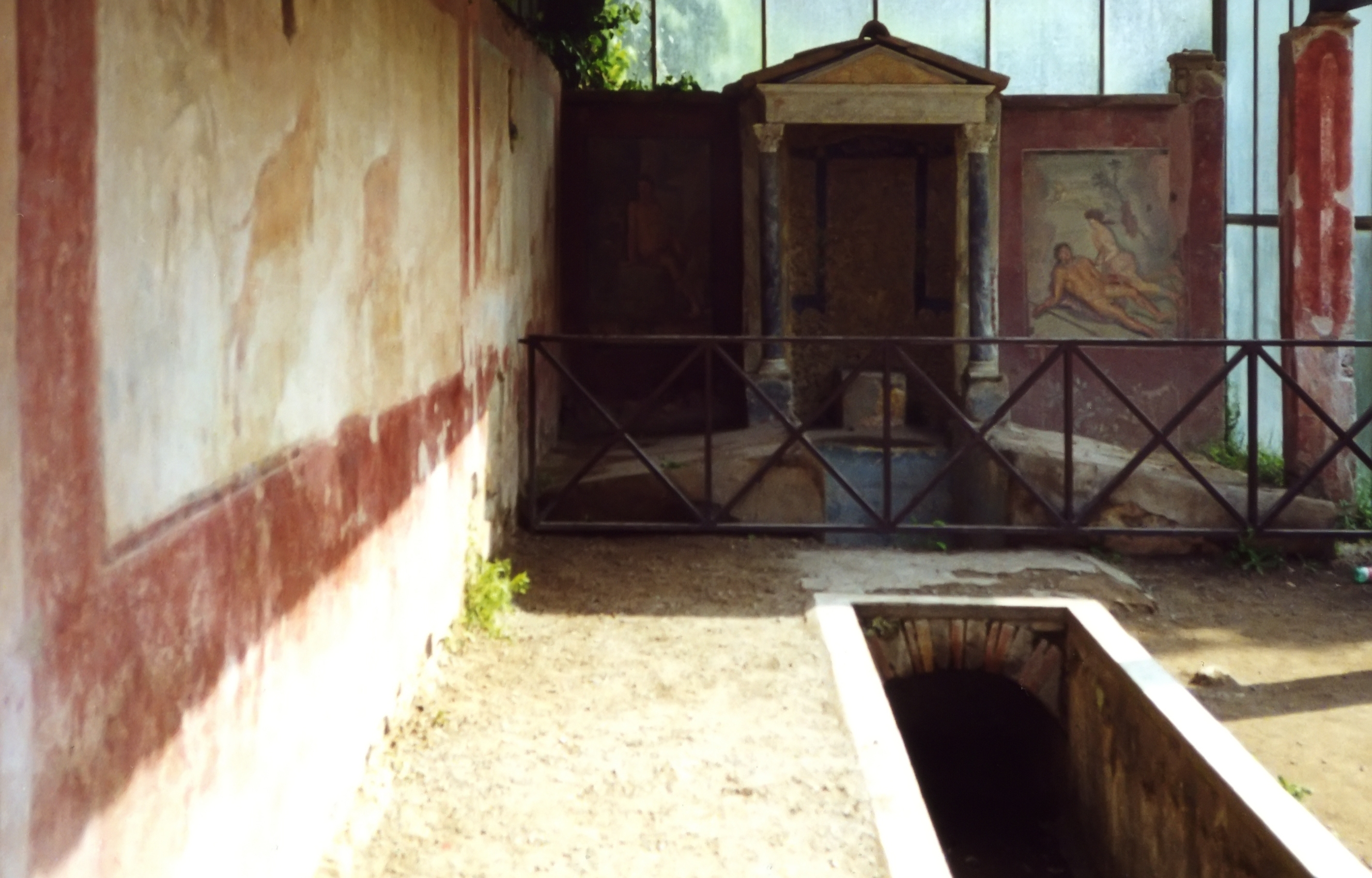
Aedicula, petit aedes a Pompeia

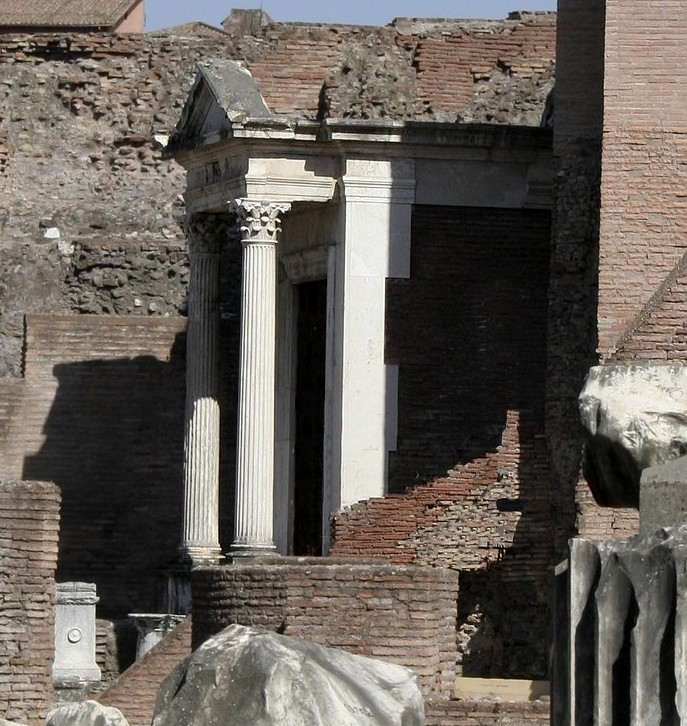
Restes del delabrum Iuturnae, temple de Juturna

- Aedes, que vol dir «la casa del déu», i consistia en un petit altar per a contenir l'estàtua d'un déu.[3] D'aquesta senzilla construcció, va derivar la forma arquitectònica emprada posteriorment en temples cristians anomenada edicle, (en llatí aedicula). Vitruvi feia la següent distinció entre aedes i temple. El primer era l'edifici mentre que el segon era l'espai consagrat que havia estat escollit amb un auguri. Pel que fa a la construcció d'un aedes, Vitruvi recomanava que es guardés alguna relació amb les característiques del déu que hagués de contenir: Si es tractava d'una deïtat celeste com araJúpiter o Luna, calia que fos obert cap al cel; si era per a deïtats relacionades amb la virtus («coratge, virtut») com ara Minerva, Mart o Hèrcules, era recomanable l'estil dòric i sense voladissos; l'ordre corinti era recomanable per a deesses com ara Venus, Flora, Prosèrpina o les Lymphae; i l'estil jònic era adient per a deïtats de caràcter intermedi com Juno, Diana o Liber.[4] Per tant, encara que no sempre en la pràctica, hi havia una preocupació per lligar l'estètica de l'arquitectura i la teologia.[5][6]

La paraula edil té relació etimològica amb aedes, ja que entre els deures d'aquests funcionaris estava el de supervisar les obres públiques i les de manteniment dels temples. El temple (aedes) de Flora, per exemple, es va construir el 241 aC sota la direcció de dos edils, els quals van consultar prèviament els llibres sibil·lins. Una altra relació era que les oficines de l'edil de la plebs estaven a l'aedes de Ceres de Roma.
- Delubrum. Segons Marc Terenci Varró,[9] aquesta era la forma més antiga de temple que van construir els romans. Cincius explicava que un delubrum consistia en una construcció per a contenir l'estàtua d'un déu, però amb una característica una mica ambigua, que era que a dins i en l'àrea circumdant ubi aqua currit («allà l'aigua correrà»), sense aclarir si havia de ser aquest un fet natural o artificial.[10] Sext Pompeu Fest proposava una explicació etimològica dient que derivava de l'expressió fustem delibratum («tronc afectat per un llamp»), en referència als arbres que havien perdut l'escorça a causa d'un llamp, ja que aquesta mena d'arbres eren venerats com a déus en els temps arcaics. El terme devia passar més endavant a significar la construcció al voltant del tronc, que seria la casa del déu.[11]

Isidor de Sevilla va relacionar la paraula delubrum amb el verb diluere ('rentar') i descrivia aquesta construcció com un santuari amb una font, de vegades amb un pou annex on la gent es devia rentar abans d'entrar.
- Fanum, que era un espai de terra consagrat,[13] per més endavant construir-hi un temple.[14] Un fanum podia ser també una clariana en un bosc sagrat (lucus), com el de Diana Nemorensis, o un espai o estructura sagrada dedicada a un déu d'una religió no romana però acceptada pels romans, com ara els d'Isis o Mitra. L'existència de termes cognats entre les cultures veïnes, com ara el terme osc fíísnú, l'umbri fesnaf-e, i el peligne fesn indiquen que aquest concepte era compartit per tots els pobles itàlics.[15]

En l'època d'August, els termes fanum, aedes, templum i delubrum havien perdut el sentit original i s'empraven de manera indistinta com si fossin sinònims, però fanum era el que havia adquirit un significat més general i templum es feia servir per a les construccions més grans i luxoses. La paraula profà deriva de fanum i vol dir «davant del temple», en el sentit d'«exterior al temple».

## Temples romans a Catalunya
- Tàrracoː temple dedicat a l'emperador agost al recinte de culte del fòrum provincial (possiblement, en la ubicació que actualment ocupa la catedral de Tarragona) i altres temples de localització desconeguda.
- Barcinoː temple d'August de Barcelona.
- Ausaː temple romà de Vic.